# La Chambre détruite
La Chambre détruite (The Destroyed Room) est une photographie couleur réalisée par Jeff Wall en 1978.
La photographie a été entièrement réalisée en décor et représente une pièce avec plusieurs objets endommagés, tandis que les murs présentent également des signes de destruction.
La photographie, d'une dimension de 152,4 sur 203,2 cm (hors caisson), est présentée dans un caisson lumineux (une lightbox). Elle est conservée dans les collections du Musée des beaux-arts du Canada, à Ottawa.

## Description
La photographie est créée dans un ensemble utilisé pour représenter une pièce détruite. Aucune indication apparente n'est donnée sur les causes de la destruction, mais on peut en déduire qu'il s'agit d'une chambre de femme. La pièce montre, au centre de l'œuvre, un matelas détruit, entouré de chaussures et de vêtements de femmes, ainsi que d'autres objets. Une armoire, visible dans le coin gauche, a ses tiroirs ouverts et fouillés. Une statuette de danseuse est laissée intacte en haut du placard, peut-être en guise de référence ironique. Les murs montrent également des signes de destruction, notamment au centre de la pièce. Le côté gauche de l'image démontre l'artificialité de l'image, montrant les joints et le mur extérieur de l'atelier,.

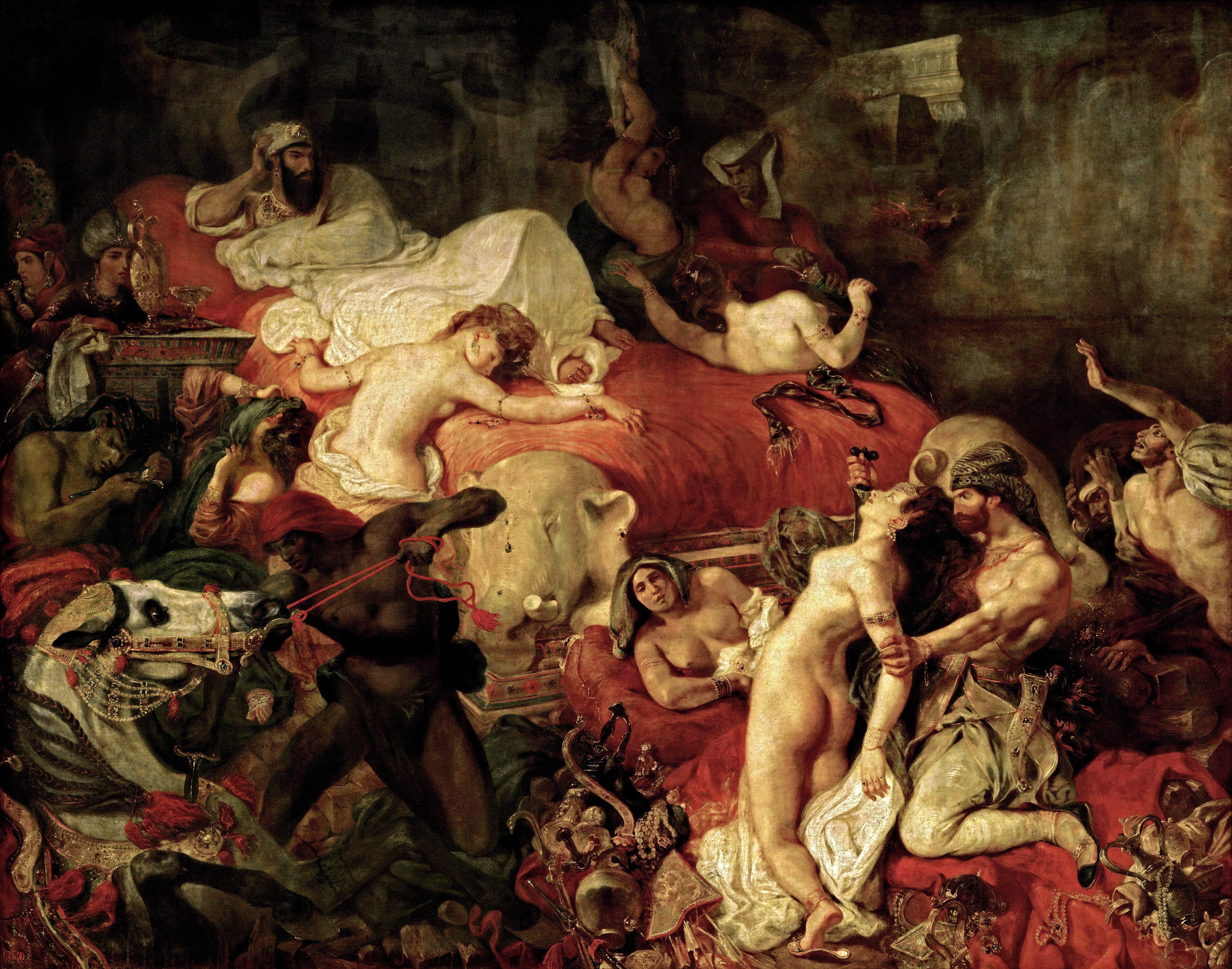
La Mort de Sardanapale de Delacroix.

La photographie, comme d'autres de l'artiste, est inspirée d'une œuvre d'art classique, le tableau La Mort de Sardanapale (1827) du peintre romantique français Eugène Delacroix. Contrairement à cette œuvre, il n'y a aucune présence humaine directe, ni violence, cruauté ou sexualité, malgré le fait que tout cela puisse être déduit de l'image. Bernard Roisin, dans son article « Behind the Wall », estime quant à lui que la photographie fait penser au Radeau de La Méduse de Géricault, « mais dans une version moderne et urbaine et dans une mise en scène typique de cet artiste, sur fond rouge cinématographique » (maar dan in een moderne, stedelijke versie en in een enscenering die typerend is voor deze kunstenaar, tegen een filmishe roode achtergrond).
Selon Josephine Van De Valle : « C'est surtout la composition de Delacroix à laquelle Jeff Wall fait écho : dans les deux œuvres, une ligne diagonale allant du coin supérieur gauche au coin inférieur droit crée un équilibre et un rythme. Et comme Delacroix, Jeff Wall a également choisi une palette de couleurs rouges proéminentes, suggérant la passion et soutenant le chaos de la scène ».